# Lake Eildon
Lake Eildon är en sjö i Australien. Den ligger i delstaten Victoria, omkring 110 kilometer nordost om delstatshuvudstaden Melbourne. Lake Eildon ligger 260 meter över havet. Arean är 45 kvadratkilometer. Den sträcker sig 23,1 kilometer i nord-sydlig riktning, och 21,3 kilometer i öst-västlig riktning.
I omgivningarna runt Lake Eildon växer i huvudsak städsegrön lövskog. Runt Lake Eildon är det mycket glesbefolkat, med 3 invånare per kvadratkilometer. Genomsnittlig årsnederbörd är 1 356 millimeter. Den regnigaste månaden är juli, med i genomsnitt 153 mm nederbörd, och den torraste är januari, med 55 mm nederbörd.